# Consistoris de Benet XV

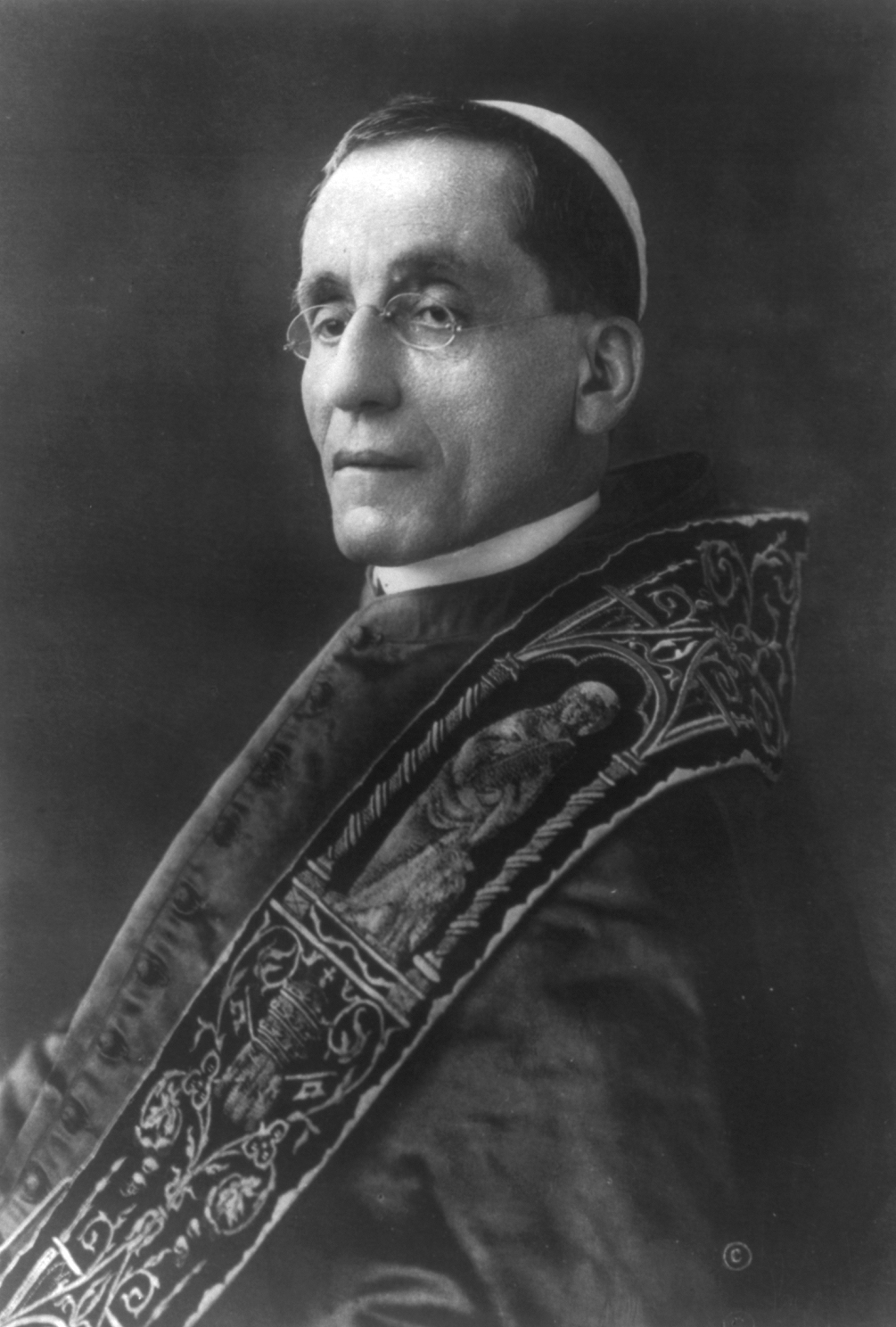
El papa Benet XV (1854–1922)

El papa Benet XV ( r.  1914–1922 ) va crear 32 cardenals en cinc consistoris en menys de set anys i mig, amb un interval de tres anys durant els pitjors combats de la Primera Guerra Mundial. Dinou dels 32 eren italians, dotze provenien d'altres països europeus i l'únic no europeu va ser Dennis Dougherty dels Estats Units. Inclouen Achille Ratti, el seu successor com a papa Pius XI i un nom, el de l'alemany Adolf Bertram, reservat in pectore durant tres anys.

## 6 de desembre de 1915
Amb Europa en guerra, el papa Benet va crear sis cardenals en un consistori el 6 de desembre de 1915. Dos eren arquebisbes italians; els altres, tres italians i un austríac, havien servit al cos diplomàtic de la Santa Seu. Quatre dels sis van rebre el galero dels seus cardenals i les seves assignacions a l'església titular el 9 de desembre, mentre que Frühwirth i Leguigno van romandre a les nunciatures de Munic i Viena. Els membres del Col·legi de Cardenals després d'aquest consistori incloïen 29 italians i 32 no italians.
- Giulio Tonti, arquebisbe titular d'Ancira, nunci apostòlic a Portugal; creat cardenal prevere dels Santi Silvestro e Martino ai Monti; mort l'11 de desembre de 1918.
- Alfonso Maria Mistrangelo, Sch.P., arquebisbe metropolità de Florència; creat cardenal prevere de Santa Maria degli Angeli; mort el 7 de novembre de 1930;
- Giovanni Cagliero, S.D.B., arquebisbe titular de Sebastea, delegat apostòlic per Costa Rica, Nicaragua i Honduras; creat cardenal prevere de San Bernardo alle Terme; mort el 28 de febrer de 1926;
- Andreas Frühwirth, O.P., arquebisbe titular d'Eraclea d'Europa, nunci apostòlic a Baviera; creat cardenal prevere dels Santi Cosma e Damiano (pro illa vice) (títol rebut el 7 de desembre de 1916); mort el 9 de febrer de 1933;
- Raffaele Scapinelli di Leguigno, arquebisbe titular de Laodicea de Siria, nunci apostòlic a Àustria-Hongria; creat cardenal prevere de San Girolamo degli Schiavoni (títol rebut el 7 de desembre de 1916); mort el 16 de setembre de 1933;
- Giorgio Gusmini, arquebisbe metropolità de Bolonya; creat cardenal prevere de Santa Susanna; mort el 24 d'agost de 1921.

## 4 de desembre de 1916
Benet va celebrar un consistori per crear cardenals el 4 de desembre de 1916. No hi van assistir cap cardenal alemany o austro-hongarès. Els deu nous cardenals eren tots nadius i treballaven a França i Itàlia, part de l'aliança oposada en temps de guerra. També va dir que en nomenava dos més in pectore. Tots deu, units pel diplomàtic papal Andreas Frühwirth, un nadiu d'Àustria que havia estat nomenat cardenal un any abans, van assistir al consistori públic el 7 de desembre on van rebre el seu galero vermell i els van ser assignades les seves esglésies titulars. Un cardenal creat però sense nom va ser Adolph Bertram, la pàtria alemanya del qual lluitava contra Itàlia i els seus aliats. L'altre mai no es va identificar.
- Pietro La Fontaine, patriarca de Venècia; creat cardenal prevere de Santi Nereo e Achilleo; mort el 9 de juliol de 1935;
- Vittorio Amedeo Ranuzzi de' Bianchi, arquebisbe titular de Tir, mestre de cambra de la Cort Pontifícia; creat cardenal prevere de Santa Prisca; mort el 16 de febrer de 1927;
- Donato Raffaele Sbarretti Tazza, arquebisbe titular d'Efes, assessor de la S.C. del Sant Ofici; creat cardenal prevere de San Silvestro in Capite; mort el 1 d'abril de 1939;
- Auguste-René-Marie Dubourg, arquebisbe metropolità de Rennes; creat cardenal prevere de Santa Balbina; mort el 22 de setembre de 1921;
- Louis-Ernest Dubois, arquebisbe metropolità de Rouen; cardenal prevere (pro illa vice) de Santa Maria in Aquiro (reservat in pectore, publicat el 7 de desembre); mort el 23 de setembre de 1929;
- Tommaso Pio Boggiani, O.P., arquebisbe titular d'Edessa d'Osroene, assessor de la S.C. Concistorial, secretari del Sacre Col·legi; creat cardenal prevere de Santi Quirico e Giulitta; mort el 26 de febrer de 1942;
- Alessio Ascalesi, C.PP.S,, arquebisbe metropolità de Benevent; creat cardenal prevere de San Callisto; mort l'11 de maig de 1952;
- Louis-Joseph Maurin, arquebisbe metropolità de Lió; creat cardenal prevere de la Santissima Trinità al Monte Pincio; mort el 16 de novembre de 1936;
- Nicolò Marini, secretari del Tribunal Suprem de la Signatura Apostòlica; creat cardenal diaca de Santa Maria in Domnica; mort el 27 de juliol de 1923;
- Oreste Giorgi, secretari de la S.C. del Concili; creat cardenal diaca de Santa Maria in Cosmedin; mort el 30 de desembre de 1924.
- Adolf Bertram, arquebisbe metropolità de Breslau; creat cardenal prevere de Sant'Agnese fuori le mura (reservat in pectore, publicat el 5 de desembre de 1919); mort el 6 de juliol de 1945;

## 15 de desembre de 1919
Benet va crear sis cardenals el 15 de desembre de 1919, tres italians, dos polonesos i un espanyol. Tots van assistir al consistori públic tres dies més tard per rebre els seus galeros cardenalicis i se'ls assigna la seva església o diaconat titular, excepte Juan Soldevila y Romero , arquebisbe de Saragoss. Adolf Bertram, creat cardenal in pectore el 1916, va participar també en aquest consistori. Al tancament d'aquest consistori, el Col·legi de Cardenals tenia 63 membres, 32 italians i 31 no italians.
- Filippo Camassei, patriarca de Jerusalem dels Llatins; creat cardenal prevere de Santa Maria in Ara Coeli i mort el 18 de gener de 1921;
- Augusto Silj, vice-camarlenc de la Santa Església Romana; creat cardenal prevere de Santa Cecilia; mort el 27 de febrer de 1926;
- Juan Soldevila y Romero, arquebisbe metropolità de Saragossa; creat cardenal prevere de Santa Maria del Popolo (títol rebut el 22 d'abril de 1920); mort el 4 de juny de 1923;
- Teodoro Valfrè di Bonzo, arquebisbe titular de Trebisonda, nunci apostòlic a Àustria-Hongria; creat cardenal prevere de Santa Maria sopra Minerva e mort el 25 de juny de 1922;
- Aleksander Kakowski, arquebisbe metropolità de Varsòvia; creat cardenal prevere de Sant’Agostino; mort el 30 de desembre de 1938;
- Edmund Dalbor, arquebisbe metropolità de Gniezno-Poznań; creat cardenal prevere de San Giovanni a Porta Latina; mort el 13 de febrer de 1926.

## 7 de març de 1921
Benet va afegir sis prelats al Col·legi com a cardenals preveres el 7 de març de 1921, dos alemanys, un valencià, un català, un nord-americà i un italià. Tres d'ells, Faulhaber, Dougherty i Schulte, van rebre el seu galero vermell i les assignacions de l'església titular el 10 de març.Els sis noms havien estat anunciats el 22 de febrer.
- Francesco Ragonesi, arquebisbe titular de Mira, nunci apostòlic a Espanya; creat cardenal prevere de San Marcello; mort el 14 de setembre de 1931;
- Michael von Faulhaber, arquebisbe metropolità de Munic i Freising; creat cardenal prevere de Sant'Anastasia; mort el 12 de juny de 1952;
- Dennis Joseph Dougherty, arquebisbe metropolità de Filadèlfia; creat cardenal prevere dei Santi Nereo e Achilleo; mort el 31 de maig de 1951;
- Joan Benlloch i Vivó, arquebisbe metropolità de Burgos; creat cardenal prevere de Santa Maria in Ara Coeli (títol rebut el 16 de juny de 1921); mort el 14 de febrer de 1926;
- Francesc d'Assís Vidal i Barraquer, arquebisbe metropolità de Tarragona; creat cardenal prevere de Santa Sabina (títol rebut el 16 de juny de 1921); mort el 13 de setembre de 1943;
- Karl Joseph Schulte, arquebisbe metropolità de Colònia; creat cardenal prevere dels Santi Quattro Coronati; mort l'11 de març de 1941.

## 13 de juny de 1921
Benet va nomenar tres cardenals italians en el seu darrer consistori, inclòs Achille Ratti, que el va succeir com a papa Pius XI el febrer de 1922. Hi van participar altres tres cardenals el març anterior, després que el rei d'Espanya els va atorgar els seus capells vermells: Francesco Ragonesi, nunci papal a Espanya, i els bisbes espanyols Joan Benlloch i Vivó i Francesc Vidal i Barraquer. El 16 de juny, Benet els va donar tota els seus capells vermells i els cinc cardenals preveres van rebre les seves assignacions a l'església titular i l'únic cardenal diaca, Laurenti, el seu diaconat. Els diaris italians van informar que Benet va dir en privat als tres nous cardenals que "Us vam donar la sotana vermella d'un cardenal... molt aviat, però, un de vosaltres portarà la sotana blanca".
- Giovanni Tacci Porcelli, mestre de cambra de la Cort Pontifícia; creat cardenal prevere de Santa Maria in Trastevere; mort el 30 de juny de 1928;
- Achille Ratti, arquebisbe metropolità de Milà; creat cardenal prevere dei Santi Silvestro e Martino ai Monti; posteriorment elegit papa amb el nom de Pius XI el 6 de febrer de 1922; mort el 10 de febrer de 1939;
- Camillo Laurenti, secretari de la S.C. de Propaganda Fide; creat cardenal diaca de Santa Maria della Scala; mort el 6 de setembre de 1938.